# Homalium jainii
Homalium jainii är en videväxtart som beskrevs av Ambrose Nathaniel Henry och M.S. Swaminathan. Homalium jainii ingår i släktet Homalium och familjen videväxter. Inga underarter finns listade i Catalogue of Life.